# Pompeiana
Pompeiana (im Ligurischen: Pumpiàna) ist eine norditalienische Gemeinde mit 849 Einwohnern (Stand 31. Dezember 2023) in der Region Ligurien.

## Geographie

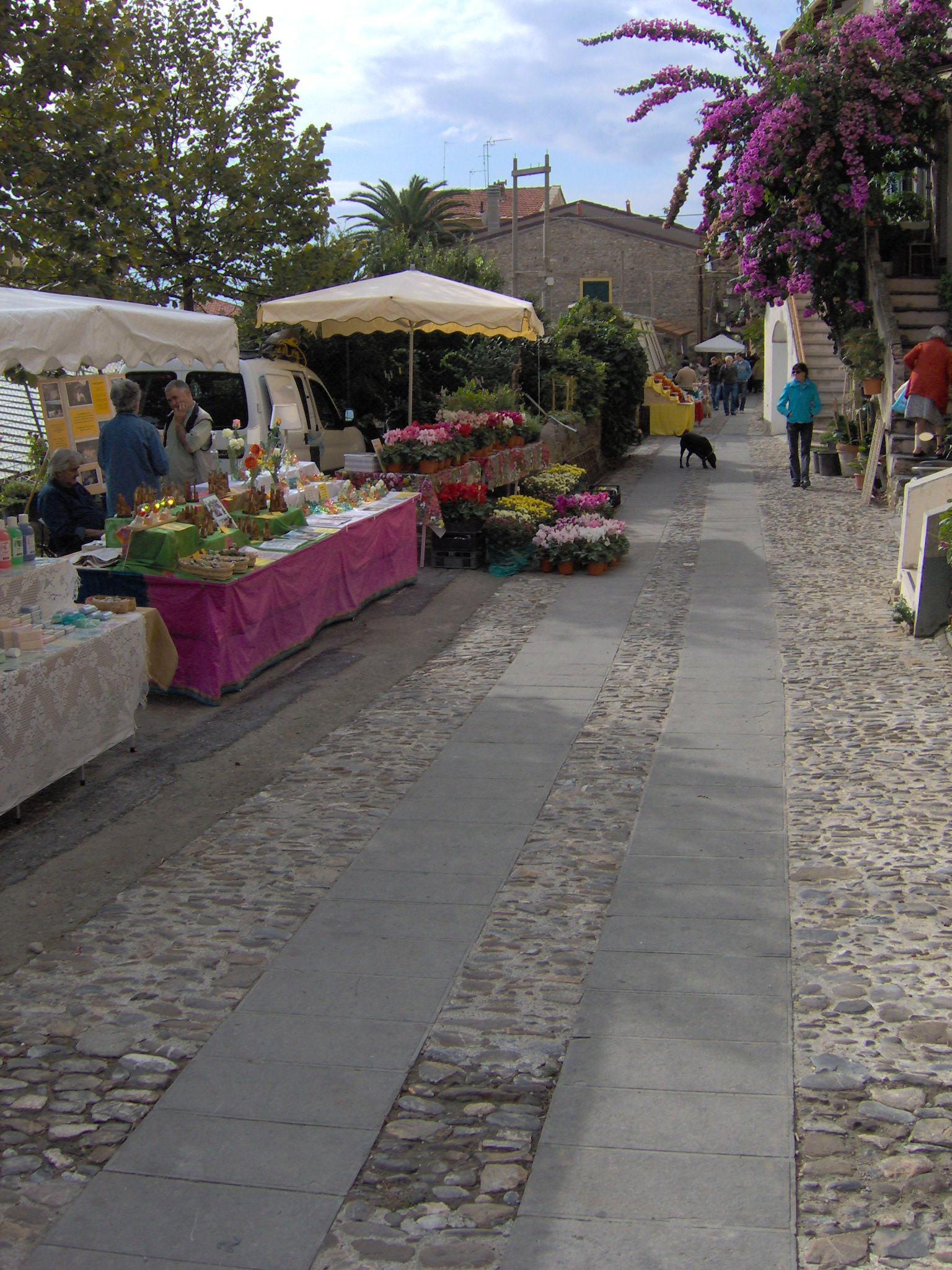
Blumenmarkt in Pompeiana

Pompeiana ist zwei Kilometer Luftlinie vom Ligurischen Meer entfernt und liegt auf der Südseite des Monte Croce, einem circa 600 Meter hohen Hügel. Durch die Nähe zum Meer, die Ausrichtung nach Süden und den Schutz durch den Hügel verfügt die Gemeinde über ein relativ mildes Klima.
Der Ort besteht aus mehreren, mitunter antiken Siedlungen, die in kurzer Entfernung voneinander liegen. Die verstreuten Wohnsiedlungen wurden in der jüngeren Geschichte durch Neubauten verbunden und in ein homogeneres Stadtbild eingefügt. Trotzdem befindet sich eine Vielzahl der antikeren Siedlungskerne in der Peripherie der Gemeinde. Zu diesen zählen Conio im Osten, Case Soprane und Barbarasa im Norden und Belli und Furnu im Süden.
Westlich des Torre dei Panei, einem Wachturm aus dem 16. Jahrhundert, liegt die Siedlung Costa Panera, die nach dem verheerenden Erdbeben des Jahres 1831 verlassen wurde und seitdem unbewohnt ist.
Pompeiana gehört zu der Comunità Montana Argentina Armea und ist circa 22 Kilometer von der Provinzhauptstadt Imperia entfernt.
Nach der italienischen Klassifizierung bezüglich seismischer Aktivität wurde die Gemeinde der Zone 2 zugeordnet. Das bedeutet, dass sich Pompeiana in einer seismisch moderat bis stark aktiven Zone befindet.

## Geschichte
Obwohl der Name der Gemeinde vermutlich aus dem römischen Fundus Pompeiana abgeleitet ist, gibt es keine Dokumente aus der Zeit vor dem elften Jahrhundert, welche die Existenz des Orts im ersten Jahrtausend belegen. Der Fluss, der heute Santa Caterina heißt, wurde als fossato di Pompeiana (deutsch: Graben von Pompeiana) urkundlich erwähnt, da er zur Begrenzung des Landes diente, das Adelheid von Susa an die Benediktinermönche des Klosters Santo Stefano di Genova abtrat. Diese Schenkung war der Grundstein zur Bildung des sogenannten Principato di Villaregia, zu dem Pompeiana zunächst nicht gehörte, auch wenn sicherlich die Benediktiner trotzdem ihren Einfluss ausübten. Von 1153 an erhielt der Bischof von Albenga einen Zehnt der Einkünfte, die das Land erbrachte, darunter auch aus Pompeiana.
Pompeiana gelangte 1225 in die Zuständigkeit der Benediktiner des Fürstentums Villaregia und blieb dort bis 1335, als die Benediktiner wegen zahlreicher Schulden das Fürstentum an Lamba Doria verkauften.
Zwischen den Jahren 1440 und 1798 wurde Pompeiana in Pompiana Superior (oder Maior) und Pompiana Inferior getrennt. Der obere Teil fiel unter die Feudalherren der Quaranta, das Unterdorf war Teil der Podesteria di Taggia. 1472 gingen die Rechte an Pompiana Maior an den Genueser Marquis Spinola.
Am 22. Mai 1557 wurden bei einem Piratenüberfall 25 Personen gefangen genommen, 7 oder 8 wurden getötet, ebenso wie mehrere Arbeitstiere. Die Piraten plünderten und brandschatzten und die Umgebung wurden auch bei weiteren Überfällen in jener Zeit verwüstet.
Die Gründung einer öffentlichen Schule, die allen Kindern der Gemeinde offenstand, geht aus einem Dokument vom 9. März 1704 hervor.

## Klima
Die Gemeinde wird unter Klimakategorie D klassifiziert, da die Gradtagzahl einen Wert von 1566 besitzt. Das heißt, die in Italien gesetzlich geregelte Heizperiode liegt zwischen dem 1. November und dem 15. April für jeweils 12 Stunden pro Tag.